# Palestro
Pour les articles homonymes, voir Palestro (homonymie).
Palestro est une commune de la province de Pavie dans la région Lombardie en Italie.

## Histoire
Le 31 mai 1859 eut lieu la bataille de Palestro qui opposa les Autrichiens aux Piémontais.

## Administration
| Période                                  | Période  | Identité                  | Étiquette | Qualité |
| ---------------------------------------- | -------- | ------------------------- | --------- | ------- |
| 14 juin 2004                             | En cours | Maria Grazia Grossi Tinti |           |         |
| Les données manquantes sont à compléter. |          |                           |           |         |

### Hameaux
Pizzarosto

### Communes limitrophes
Confienza, Pezzana, Prarolo, Robbio, Rosasco, Vercelli, Vinzaglio

## Jumelages
- Montebello della Battaglia (Italie) depuis 1984